# Ghiroda, Timiș
Ghiroda este satul de reședință al comunei cu același nume din județul Timiș, Banat, România.

## Istorie
Prima atestare documentară a localității datează din 1332. La 1393 apare menționată într-un document cu numele villa Gyrod, ceea ce arată că avea o importanță ridicată.
Între Ghiroda și Remetea a existat în Evul Mediu și la începutul perioadei habsburgice, localitatea Deg, azi dispărută. La conscripția din 1717 apare cu 24 de case și denumirea Gironda. Contele Mercy a adus aici coloniști germani, iar satul a devenit româno-german. Mai târziu, contele Perlas a încercat să introducă la Ghiroda cultura orezului, dar nu a reușit datorită pământului cu substrat neargilos.
A aparținut de erariu (fisc) până în 1781, când a fost cumpărată de Mihai Sandor, iar până la 1896 a avut mai mulți proprietari privați. În secolul XIX s-au așezat coloniști maghiari și vatra satului s-a extins substanțial. În 1931, Ghiroda era comună și avea în subordine satele de români Crișan și Sever Bocu care mai târziu au intrat în componența vetrei localității.